# Classificació per països de l'UCI ProTour 2005
Aquesta és la classificació final de la competició per països de l'UCI ProTour 2005.
|    | País            | Punts     |
| -- | --------------- | --------- |
| 1  | Itàlia          | 749 punts |
| 2  | Estats Units    | 559 punts |
| 3  | Espanya         | 459 punts |
| 4  | Alemanya        | 405 punts |
| 5  | Austràlia       | 307 punts |
| 6  | Bèlgica         | 304 punts |
| 7  | Països Baixos   | 280 punts |
| 8  | Luxemburg       | 191 punts |
| 9  | França          | 163 punts |
| 10 | Rússia          | 153 punts |
| 11 | Kazakhstan      | 144 punts |
| 12 | Suïssa          | 131 punts |
| 13 | Colòmbia        | 119 punts |
| 14 | Ucraïna         | 101 punts |
| 15 | Dinamarca       | 97 punts  |
| 16 | Noruega         | 72 punts  |
| 17 | Suècia          | 67 punts  |
| 18 | Àustria         | 62 punts  |
| 19 | Eslovènia       | 53 punts  |
| 20 | República Txeca | 15 punts  |
| 21 | Nova Zelanda    | 7 punts   |
| 22 | Estònia         | 3 punts   |
| 23 | Croàcia         | 1 punt    |